# Astylidius parvus
Astylidius parvus är en skalbaggsart som först beskrevs av Leconte 1873.  Astylidius parvus ingår i släktet Astylidius och familjen långhorningar. Inga underarter finns listade.